# Тубакбаш
Тубакбаш (Тубак-Баш) — река в Ишимбайском районе Башкортостана, левый приток Тайрука. Устье при деревне Байгузино. Исток в лесу, в предгориях Южного Урала (ближайшие вершины — Аркаултау и высота 322,5) в 5-6 км к востоку от города Ишимбая. Длина реки — 4,9 км.
В пойме реки растительные кострецово-лисохвостые сообщества (евроазиатский вид костреца безостого (Bromopsis inermis) и лисохвост луговой (Alopecurus pratensis).
На его правом берегу расположены район пионерских лагерей. Возле реки разрабатывались три карьера: галечника, песка и глины.